# Silver Metz
Silver Wolf Metz (Amsterdam, 1 maart 2008) is een Nederlands musicalacteur en zanger.

## Levensloop
Metz groeide op in de Amsterdamse wijk De Pijp. Metz speelde van november 2016 tot 2017 de hoofdrol in de musical Ciske de Rat, de tweede editie. Dankzij deze rol won Metz een Musical Award voor aanstormend talent. Daarmee was hij op achtjarige leeftijd de jongste Musical-Award winnaar ooit. In december 2017 speelde Metz de rol van kleine Tim in The Christmas Show: A Christmas Carol.
In april 2018 bracht Metz in samenwerking met  Danny de Munk het nummer Toe nou, kom weer thuis uit. Samen met De Munk zong hij dit nummer in de vier shows van Holland zingt Hazes 2018. Tevens was Metz in 2018 te zien als een van de boefjes in het televisieprogramma Benidorm Bastards en de Boefjes.
In het voorjaar van 2019 deed Metz op tienjarige leeftijd auditie bij het achtste seizoen van het televisieprogramma The Voice Kids met het nummer Kleine jongen van André Hazes. Hij wist met zijn auditie binnen de eerste secondes alle vier de stoelen van de coaches te laten draaien, hij koos uiteindelijk voor Ali B als coach. Metz behaalde de finale waar hij optrad met Ali B en later met de Amerikaanse zangeres Bebe Rexha. Op 26 april 2019 werd Metz uitgeroepen tot de winnaar van The Voice Kids 2019.
In maart 2019 was Metz wederom een van de artiesten bij Holland zing Hazes, ditmaal zong hij het nummer Niemand laat zijn eigen kind alleen in duet met Samantha Steenwijk. In april 2019 was Metz als een jonge versie van Willem Holleeder te zien in het persiflageprogramma De TV Kantine. Op 12 mei 2019 mocht Metz voor de wedstrijd Ajax – FC Utrecht Bloed, zweet en tranen van André Hazes zingen. Toen Ajax landskampioen werd zong hij bij de huldiging op het Museumplein Bloed, zweet en tranen en Leef. Hij werd in 2020 tweede in de zangwedstrijd We Want More.
In 2022 was Metz te zien als ‘secret singer’ in het televisieprogramma Secret Duets. In datzelfde jaar deed hij mee aan het televisieprogramma Onmogelijke duetten. In het voorjaar van 2023 was Silver te zien in het SBS6-programma Ministars, hij wist in de finale de derde plek te bemachtigen.
In 2024 sprak Metz de stem in van Gent voor de DreamWorks-animatiefilm The Wild Robot.

## Theater
- Ciske de Rat (2016-2017), als kleine Ciske de Rat
- The Christmas Show: A Christmas Carol (2017), als kleine Tim